# Rheinardia ocellata
El argo de Rheinard, faisán de Rheinard o argos perlado (Rheinardia ocellata), es el único miembro del género Rheinardia. Este faisán asiático alcanza más de dos metros de longitud y puebla las selvas de Laos, Malasia y Vietnam.